# Brohl-Lützing
Brohl-Lützing è un comune di 2 520 abitanti della Renania-Palatinato, in Germania.
Appartiene al circondario (Landkreis) di Ahrweiler (targa AW) ed è parte della comunità amministrativa (Verbandsgemeinde) di Bad Breisig.